# Лориус, Клод
Клод Лориу́с (фр. Claude Lorius; 27 февраля 1932, Безансон, Франция — 21 марта 2023) — французский учёный. Труды в основном посвящены изучению полярных стран, палеоклиматов и палеогеографии. Участник 22-х полярных экспедиций, в которых в общей сложности провёл более шести лет.
Являлся членом Европейской Академии (1989), Французской академия наук (1994), иностранным членом Российской академии наук (1994).

## Биография
Клод Лориус провёл свою первую зимовку в Терре Адели на базе Шарко в 1957 году, прочитав объявление на эту тему на стене Безансонского университета. За свою карьеру он принял участие более чем в двадцати полярных экспедициях в 1960-х и 1980-х годах, в основном в Антарктиде в составе французских и международных полярных миссий, в частности на базе Восток.
Всю свою карьеру он провел в Национальном центре научных исследований (CNRS), в частности, будучи директором лаборатории гляциологии и геофизики окружающей среды в Гренобле с 1983 по 1988 год. В 1994 году он был избран действительным членом Академии наук и стал, в 2000 году член-учредитель Академии технологий. В 2002 году получил золотую медаль CNRS вместе с Жаном Жузелем.
В июне 2008 года Клод Лориус стал первым французом, получившим премию «Голубая планета» в области окружающей среды. 12 апреля 2009 года ему было присвоено звание Командора Ордена Почетного легиона. 15 мая 2015 года он был повышен до звания кавалера Национального ордена «За заслуги».
С 2011 года он работал с Люком Жаке и ассоциацией Wild-Touch над метапроектом, касающимся эволюции климата и уровня парниковых газов. Этот проект, в частности, привёл к созданию документального фильма La «Glace et le Ciel», центральным героем которого является Лориус. Этот фильм впервые демонстрируется на закрытии Каннского кинофестиваля 2015 года.
Он также является почётным директором по исследованиям в CNRS.
Скончался 21 марта 2023 года в возрасте 91 года.

## Научный вклад

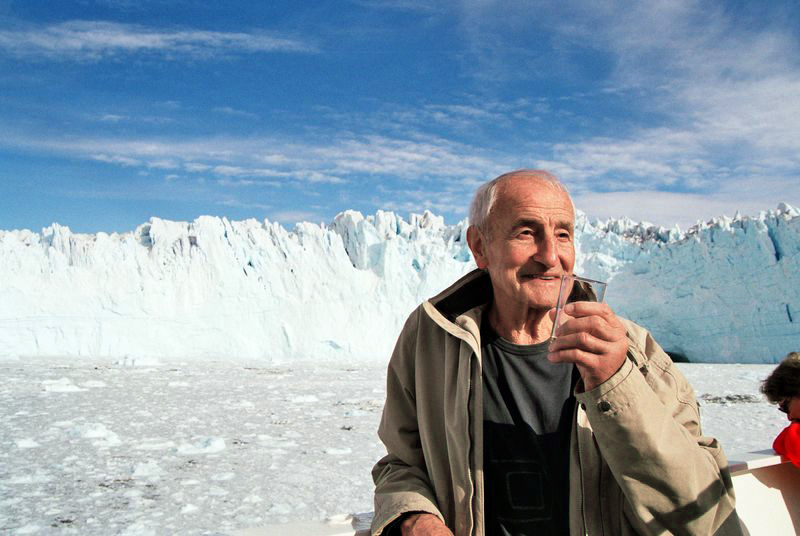
Наблюдая за пузырьками, вырывающимися из кубиков льда в стакане с виски, у Клода Лориуса (здесь, в 2008 году) появилась первоначальная интуиция для его будущей работы.

Научный вклад Клода Лориуса был важен для понимания эволюции климата Земли благодаря его исследованиям состава пузырьков воздуха, включённых в ледяные керны, полученные путём бурения на больших глубинах, проведенных во время двух кампаний в Антарктиде на Востоке. С 1984 по 1991 год затем на базе Конкордия, во время европейского бурения EPICA, инициатором которого он был. Таким образом, он показал прямую связь между уровнями парниковых газов (таких как углекислый газ и метан) и изменение климата за периоды от 150 000 до 800 000 лет. Кроме того, эти пробы позволили проследить климатический состав планеты в эти же периоды.
В 1963 году, через шесть лет после зимовки на базе Шарко, Клод Лориус защитил диссертацию на тему «Дейтерий, возможности применения к исследовательским задачам снега, фирна и льда в Антарктиде» о собранных им ледяных кернах. в Антарктиде. Он показывает, что существует «зависимость между температурой, при которой образуется лёд, и долей изотопов кислорода и водорода в молекулах воды, образующих лёд». Таким образом, изотопный состав воды в образце позволяет определить, какой была температура окружающей среды в момент образования льда. Толщина Антарктического ледяного покрова составляет более 2 км; поскольку он образован последовательными слоями снега, ледяное ядро длиной в несколько сотен метров, полученное в результате бурения, содержит косвенные данные о температуре за десятки тысяч лет: изменение его состава изотопный затем служит индикатором (proxy, согласно английскому термину) палеотемператур.
В 1965 году, во время зимовки в Терре-Адели, он наблюдал, как пузырьки газа, образующиеся из кубиков льда, образующихся из отходов керна, которые он поместил в свой стакан, попадают в виски: «У меня было предчувствие, что они сохраняют указания на высоту образования льда и, самое главное, что они представляли собой надёжных и уникальных свидетелей состава воздуха». Примерно 20 лет спустя анализ следовых количеств углекислого газа и метана, содержащихся в пузырьках воздуха, удерживаемых во льдах Востока на протяжении тысячелетий, будет на обложке журнала Nature.
4 сентября 1979 года в передаче «Dossiers de l'écran» он сравнил слова Харуна Тазиева и особенно Поля-Эмиля Виктора, который объявил, что глобальное потепление, связанное с повышением содержания CO2, это привело бы к массовому таянию льдов в Антарктике (но справедливо и в Арктике) уже в ближайшие десятилетия (впрочем, к этому присоединился Жак-Ив Кусто), которое не могло бы вызвать потрясений за короткий промежуток времени. Позже он проявил особый интерес к парниковому эффекту, дал его количественную оценку и присоединился к позиции всего научного сообщества.

## Награды
- Премия Гумбольдта (1988)
- медаль Бельгии (1989)
- действительный член Академии наук (1994)
- Премия Италгаса (1994)
- Премия Тайлера за достижения в области охраны окружающей среды (1996)[15]
- Премия Бальцана в области климатологии (2001)
- Золотая медаль Национального центра научных исследований (2002)
- Vladimir Ivanovich Vernadsky Medal[нем.], Европейский союз наук о Земле (2006)[16]
- Премия Голубая Планета (2008)
- Командор Почетного легиона (2009)
- Великий кавалер Национального ордена «За заслуги» (2015)
- Премия Бауэра и Премия за достижения в области науки от Института Франклина[17] (2017)
- Великий офицер ордена Почетного легиона[18] (2020)
- (35621) Лориус получает своё имя (2023)

## Документальные фильмы
- «Но куда деваются снега прошлых лет» Катаржины Шамбенуа (2008)
- «Добровольные захоронения в самом сердце Антарктиды» Джамеля Тахи (2009)
- «Лёд и небо» Люка Жаке (2015)